# XXIVe siècle av. J.-C.
../.. | 
IVe millénaire av. J.-C. |
IIIe millénaire av. J.-C. |
IIe millénaire av. J.-C. |
../..
XXXe siècle av. J.-C.
| XXIXe siècle av. J.-C.
| XXVIIIe siècle av. J.-C.
| XXVIIe siècle av. J.-C.
| XXVIe siècle av. J.-C.

XXVe siècle av. J.-C.
| XXIVe siècle av. J.-C. 
| XXIIIe siècle av. J.-C.
| XXIIe siècle av. J.-C.
| XXIe siècle av. J.-C.
Liste des millénaires |
Liste des siècles

## Événements
- Vers 2400 - 2100 av. J.-C. : Minoen Ancien II en Crète[1].
- 2356 - 2255 av. J.-C. : règne légendaire de l'empereur Yao, troisième des Cinq empereurs[2]. Il aurait contenu les invasions des « barbares du sud » et inventé un calendrier et le jeu de Go (wéiqí)[3].
- 2333 av. J.-C. : en Corée, fondation légendaire du premier État par Dangun (Gojoseon)[4].

### Proche-Orient

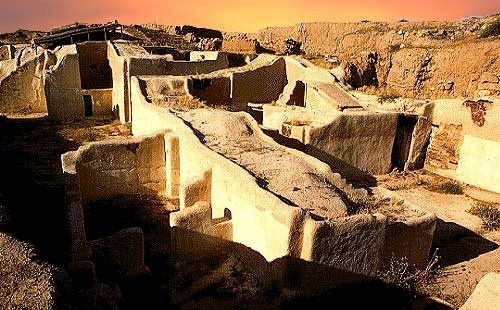
Ruines du palais royal d'Ebla.

- Vers 2400 - 2300 av. J.-C. : apogée de la ville d’Ebla, en Syrie[5], qui aurait compté jusqu’à 250 000 habitants[6]. C’est une grande capitale bâtie autour d’un splendide palais, qui entretient des relations régulières avec des cités situées à des centaines de kilomètres. Les archives d’Ebla (14 700 textes inventoriés[7]) prouvent que le palais est le siège principal de l’administration. Le roi avait à ses côtés les scribes nécessaires pour gérer les domaines agricoles, les ateliers et les activités commerciales. La grande cour d’audience du palais d’Ebla contenait au moins une partie des services administratifs. Karkemish, Ugarit, Alalah, Hama, Gublu (Byblos) sont attestés dès cette époque sur les tablettes d’Ebla[8].

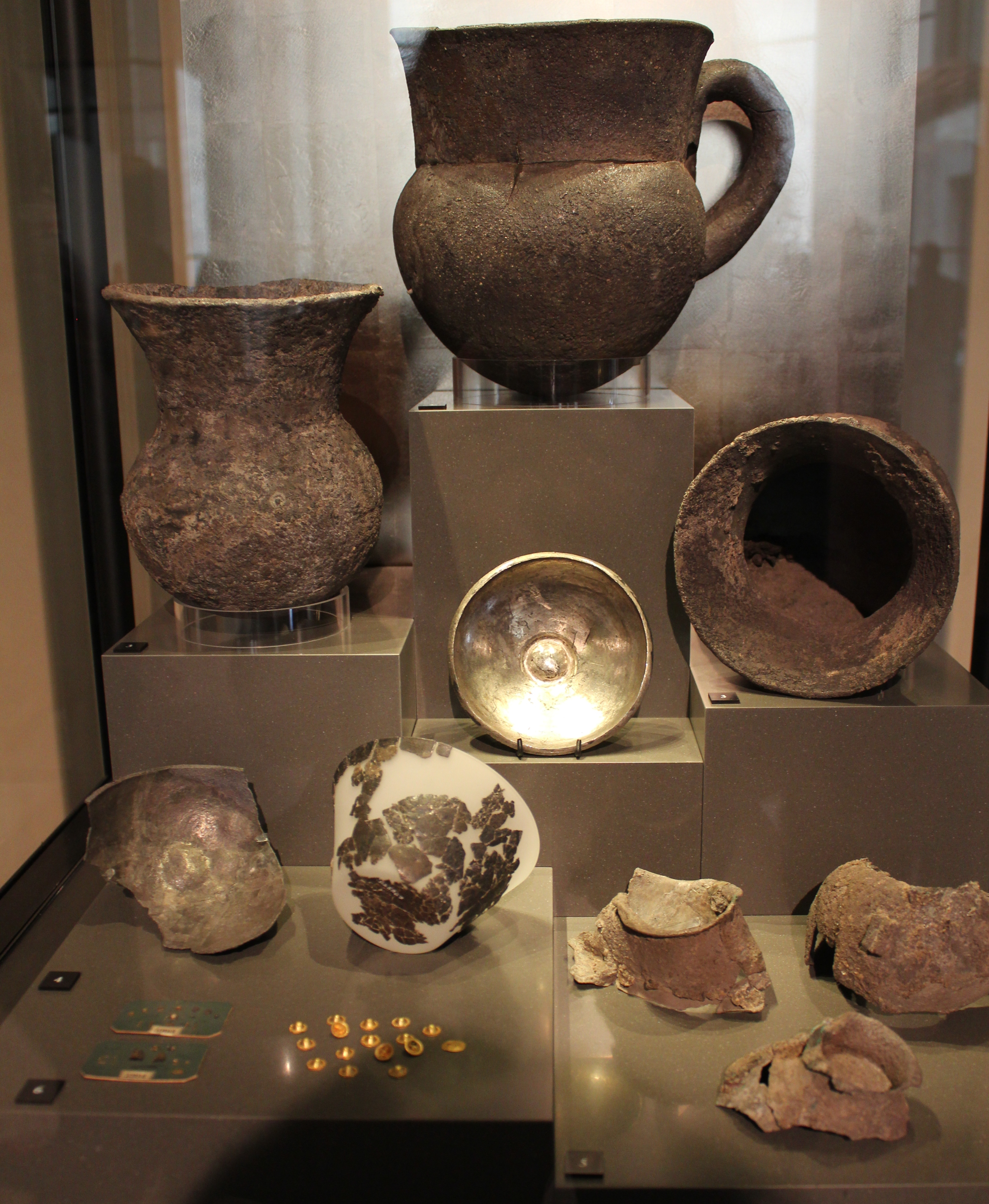
Vaisselle d'argent du Trésor de Priam.

- Vers 2400 - 2200 av. J.-C. : Troie II, qui commande l’accès aux détroits, d’abord simple bourgade de pêcheurs (déjà détruite en 3000 av. J.-C.), devient une grande cité grâce aux péages qu’elle perçoit et à l’escale qu’elle fournit aux navires marchands. « Trésor dit de Priam », à Troie, découvert par Heinrich Schliemann[9].
- Vers 2400 av. J.-C. : 
  - règne de Ku-Baba, reine de Kish[10],[11] ;
  - règne de Lugal-kinishe-dudu, roi d’Uruk et d’Ur[10],[11] ;
  - règne de Entemena, roi de Lagash. Après un nouveau conflit avec Umma, Entemena, victorieux, signe un traité de fraternité avec Lugal-kinishe-dudu. Enannatum II, En-entarzi et Lugalanda lui succéderont sur le trône de Lagash[10],[11].
- Vers 2380 av. J.-C. : règne de Puzur-Sîn, roi de Kish[10],[11].
- Vers 2350 av. J.-C. : règne de Uru-inimgina (Ourou Kagina), roi de Lagash. Un coup d’État place sur le trône une famille sacerdotale à la place de Lugalanda. Elle est détrônée par Uru-inimgina le réformateur, qui combat la corruption : il retire aux prêtres un certain nombre de privilèges, mais leur rend des terres dont les rois s’étaient emparés indûment. Auteur d'un recueil de lois, il semble animé d’un idéal de justice. On a pensé à un retour au système théocratique, mais des études récentes montrent qu’il s’agit d’une politique nouvelle propre au roi[10],[11]. Archives royales de Lagash[12].
- 7 décembre 2349 av. J.-C. : date présumée du Déluge, d'après la chronologie d'Ussher basé sur l'Ancien Testament[13].
- Vers 2340 av. J.-C. : règne de Ur-Zababa, roi de Kish, petit-fils de Ku-Baba[10],[11].
- Vers 2340-2316 av. J.-C. : règne de Lugal-zagezi, roi d’Umma et d’Uruk. Première tentative connue d’unification de la Mésopotamie : Lugal-zagezi s’empare de Girsu, à la frontière avec Lagash, la pille et l’incendie, puis prend Lagash, Ur et Uruk. Il se rend maître de tout le pays de Sumer, puis mène une expédition victorieuse jusqu’à la Méditerranée[10],[11].

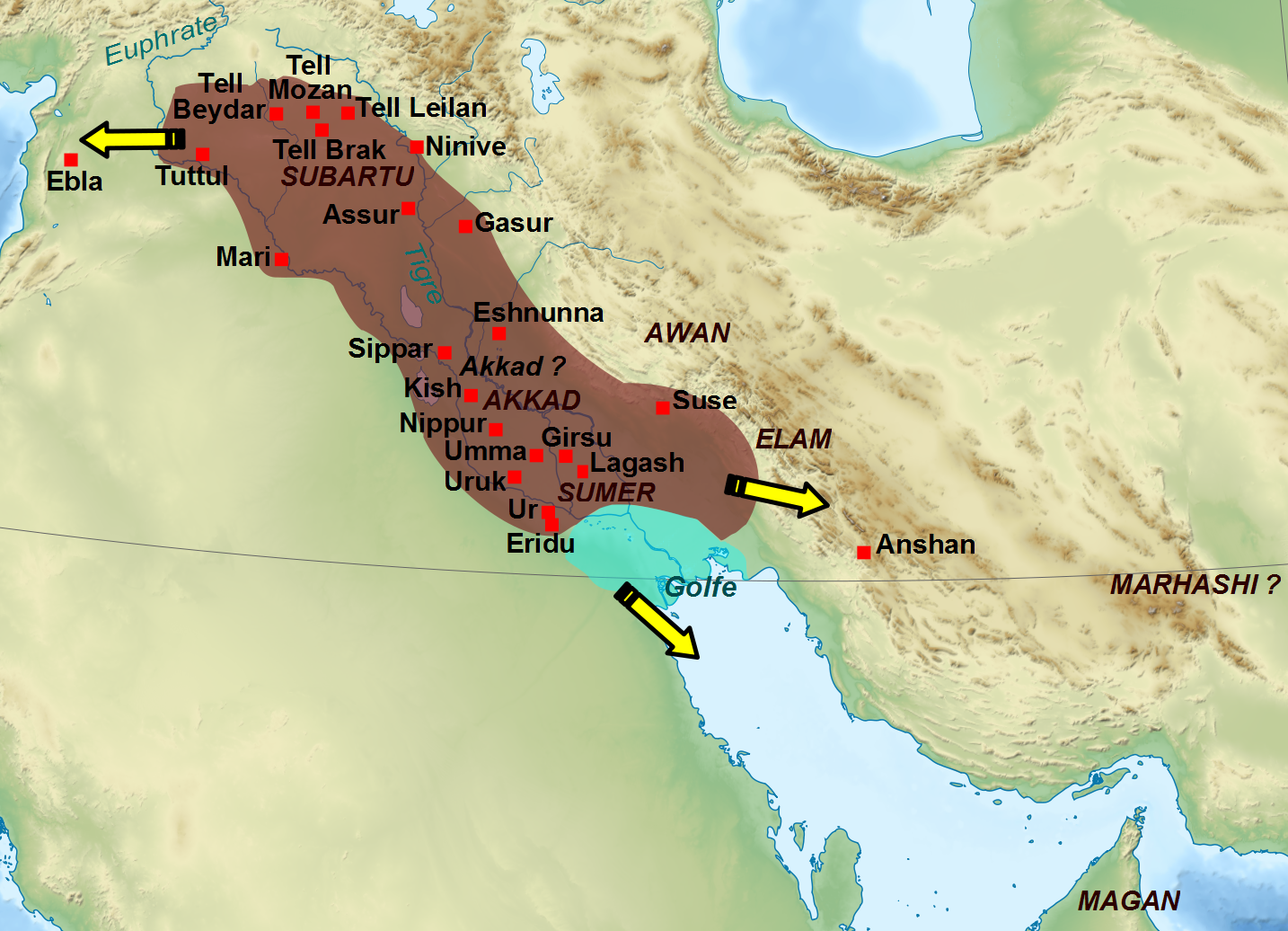
La création par Sargon du premier empire connu pour avoir eu le privilège d’une certaine durée marque pour la Mésopotamie la fin du régime des cités-États, la mise à l’épreuve d’un pouvoir à caractère nettement sémitique, l’instauration d’une idéologie unitaire nouvelle et l’essai de nouvelles expériences administratives.

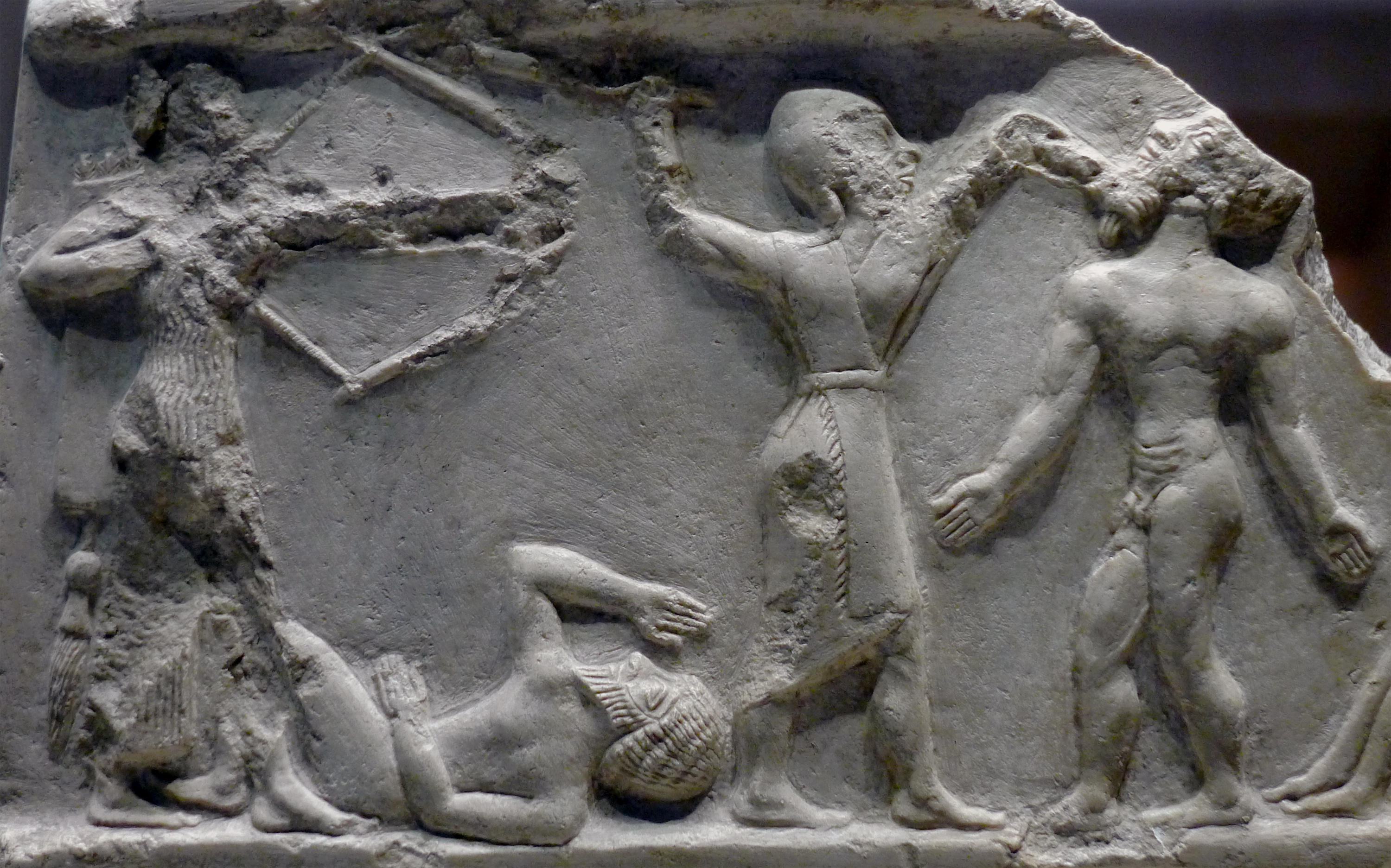
Stèle de victoire, vers 2300 - 2250 retrouvée à Girsu, Musée du Louvre.

- 2334 - 2279 av. J.-C. : règne de Sharrum-kîn (Sargon), roi d’Akkad. Sargon, ancien officier sémite (échanson) du roi de Kish Ur-Zababa, le détrône, puis abat Lugal-zagesi, roi d’Uruk. Il s’empare de son royaume, puis d’Ur, de Lagash et d’Umma. Il fonde une nouvelle capitale, Agadé ou Akkad, près de Kish, dont l’emplacement exact reste méconnu. Grâce notamment à l’invention d’un arc puissant à longue portée, il agrandit son empire au cours d’une série de campagnes vers l’est et l’ouest : trente-quatre victoires en Syrie (Ebla), Élam (Awan et Warahshe), Iran (pays d’Anshan de Marhashi), Oman, etc. Il se rend maître d’une vaste partie du territoire proche-oriental de la Méditerranée au sud-ouest de l’Iran[10],[11]. Sous l’empire d’Agadé, première expérience connue de monarchie unitaire réalisée à l’échelle de la Mésopotamie, Sargon et ses successeurs paraissent avoir agi avec une certaine souplesse administrative, notamment à l’égard des provinces éloignées et non sémitiques, comme l’Élam qui a conservé ses institutions. Ailleurs, le roi plaçait le plus souvent possible des ensi (gouverneurs) pour remplacer les pouvoirs locaux, tout en laissant en usage les titres traditionnels. L’empire akkadien pratique un commerce maritime avec la vallée de l’Indus (Meluhha), les côtes de la péninsule arabique (Magan) et l’île de Bahreïn (Dilmun).
- Vers 2330 - 2000 : les légendes sumériennes de Gilgamesh, roi d’Uruk, sont mises par écrit. Elles relatent, entre autres, la première version du déluge[14].

### Égypte

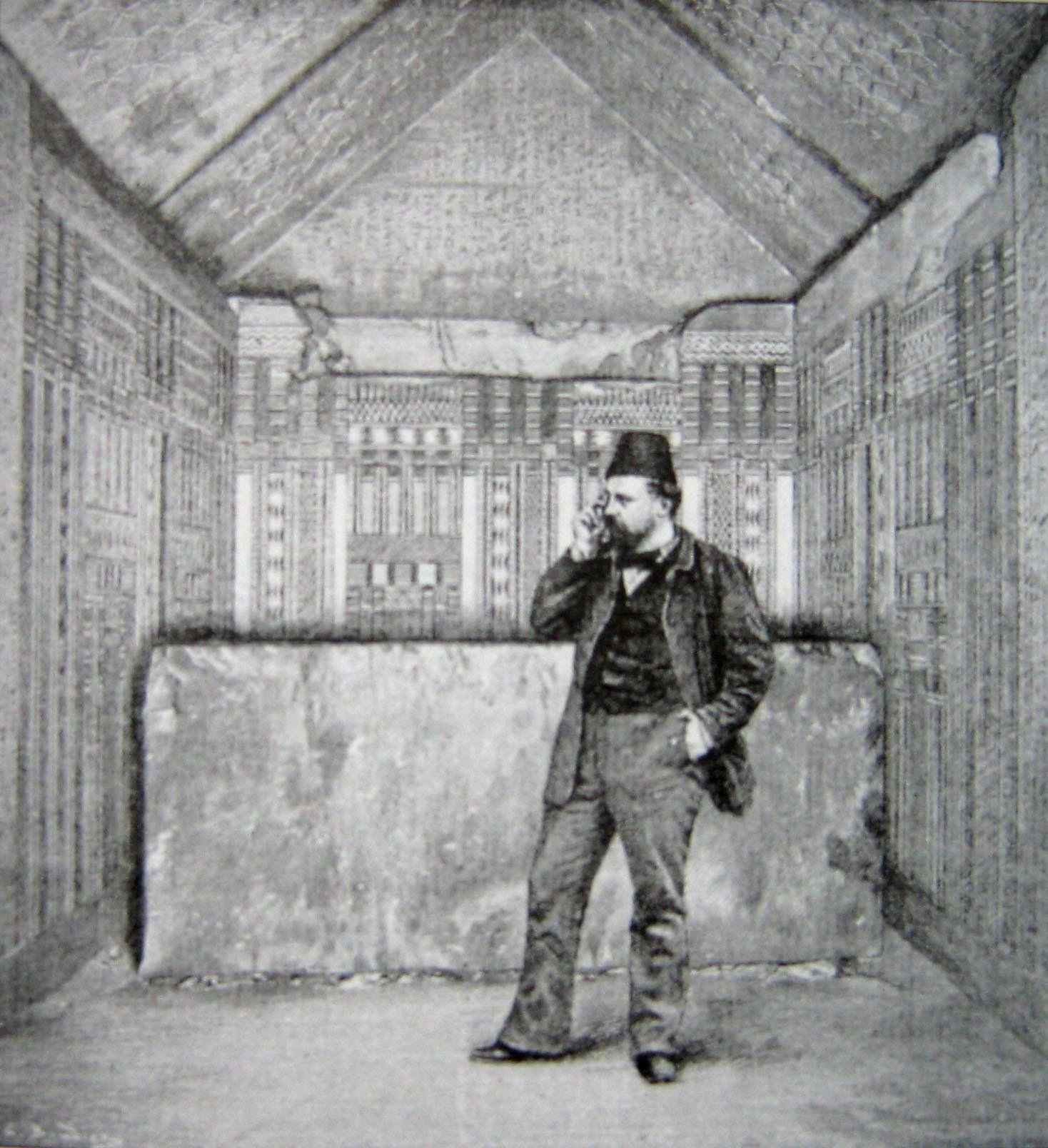
Chambre funéraire de la pyramide d'Ounas découverte par Gaston Maspero en 1881.

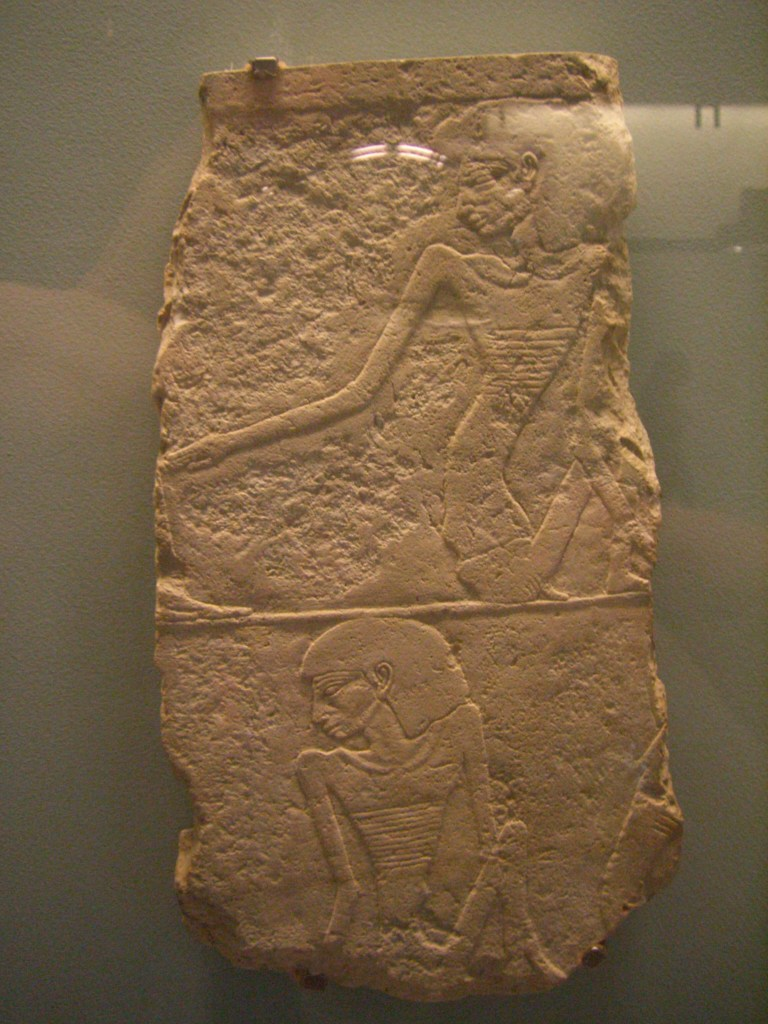
Reliefs de bédouins affamés de la chaussée du temple d’Ounas, dernier roi de la. La fin de la semble marquée par des modifications climatiques qui entraînent un glissement des populations des régions limitrophes vers la vallée du Nil.

- 2420 à 2323 av. J.-C. : règnes de Niouserrê (vers 2420 à 2389 av. J.-C.), Menkaouhor (vers 2389 à 2381 av. J.-C.), Djedkarê Isési (vers 2381 à 2353 av. J.-C.), Ounas (vers 2353 à 2323 av. J.-C.)[15].
  - Le roi Niouserrê construit le temple solaire d’Abou Gourob, près de Memphis[16].
  - Expédition dans le Pays de Pount dirigée par le trésorier Baourded sous le règne d’Isesi[17] (encens, or, électrum, ivoire, ébène, pierres précieuses, peaux de panthères, girafes, babouins, Pygmées).
  - « Enseignement » ou « Sagesse » de Ptahhotep, vizir d’Isesi[18], définissant une éthique où l’intégration sociale est affirmée comme valeur fondamentale. Agir en conformité avec la Maât (« vérité-justice ») suppose, avec le respect hiérarchique et le service du roi, l’attention à l’autre, la « solidarité verticale » (du puissant vers le faible), c'est-à-dire de privilégier l’harmonie sociale, fondée sur une attitude individuelle de retenue et de mesure donnant à la raison la priorité sur l’instinct, et refusant la médisance, l’envie, la colère, vices destructeurs de l’harmonie sociale, élément de l’ordre universel.
  - Pyramide d’Ounas à Saqqarah. Inscription des textes des pyramides, sous Ounas[19].
- 2321 - 2140[20] ou 2323 - 2150 av. J.-C. : VIe dynastie. Règnes de Seheteptaoui-Téti (2323 / 2321 à 2291 av. J.-C.[21]) puis d'Ouserkarê (2291 à 2289 av. J.-C.). Le passage à la VIe dynastie semble s’être effectué sans heurts. Les règnes de Téti et d’Ouserkarê sont mal connus. Des rapports sont attestés par les routes des oasis à l’ouest du Nil entre l’Égypte, la Libye et l’Afrique au sud du Sahara (pays de Pount, pays de Iam, etc.)[22]. Les reliefs des mastabas de Kagemni et de Mérérouka à Saqqarah (VIe dynastie) témoignent de l’existence d’une classe de hauts fonctionnaires menant un mode de vie princier grâce à la multiplicité des bénéfices liés au cumul et à l’hérédité des charges.
  - Occupation égyptienne de l’oasis de Dakhleh attestée par la découverte du site archéologique de Balat / Ayn Asil (fortifications, palais des gouverneurs) et de la nécropole de Qila' el-Dabba, occupés dans leur première phase du début de la VIe dynastie à la fin du règne de Pépi II[23].